# Raie africaine
Espèce
La Raie africaine (Raja africana) est une espèce de raie de la famille des Rajidae.